# 戴夫·杰勒德
戴夫·杰勒德（英語：Dave Gerrard，1945年5月1日—），新西兰男子游泳运动员，主攻蝶泳。他曾代表新西兰参加1962年和1966年大英帝国和英联邦运动会游泳比赛，获得一枚金牌和一枚铜牌。